# Escalada esportiva nos Jogos Pan-Americanos de 2023 - Velocidade masculino
O evento de velocidade masculino da escalada esportiva nos Jogos Pan-Americanos de 2023 foi disputado em 22 de outubro de 2023 nos Muros de Escalada Parque Cerrillos, em Cerrillos. Um total de 16 escaladores de nove Comitês Olímpicos Nacionais (CON) participaram da competição.

## Calendário
Horário local (UTC−3).
| Data          | Hora  | Fase           |
| ------------- | ----- | -------------- |
| 22 de outubro | 19:00 | Qualificatória |
| 22 de outubro | 19:55 | Fase final     |

## Medalhistas
| Ouro   | USA Samuel Watson |
| Prata  | USA Noah Bratschi |
| Bronze | ECU Carlos Granja |

## Resultados

### Qualificatória
Todos os competidores realizam duas escaladas (linha A e linha B), sendo considerado o tempo mais rápido. Os resultados definem os cruzamentos da fase final.
| Pos. | Escalador           | CON                                 | Linha A | Linha B | Tempo |
| ---- | ------------------- | ----------------------------------- | ------- | ------- | ----- |
| 1    | Samuel Watson       | USA Estados Unidos                  | 6.44    | 5.38    | 5.38  |
| 2    | Carlos Granja       | ECU Equador                         | 5.59    | 5.84    | 5.59  |
| 3    | John Brosler        | USA Estados Unidos                  | 5.70    | 5.69    | 5.69  |
| 4    | Ethan Flynn-Pitcher | CAN Canadá                          | 5.78    | 5.77    | 5.77  |
| 5    | Michael Finn-Henry  | CAN Canadá                          | 5.83    | 7.42    | 5.83  |
| 6    | Gustavo Pérez       | VEN Venezuela                       | 11.27   | 5.90    | 5.90  |
| 7    | Dylan Le            | CAN Canadá                          | 5.97    | 6.77    | 5.97  |
| 8    | Isaac Estévez       | ECU Equador                         | 6.13    | 8.54    | 6.13  |
| 9    | José Ledesma        | CHI Chile                           | 6.28    | 6.41    | 6.28  |
| 10   | Gabriel Cancel      | ECU Equador                         | 7.18    | 6.29    | 6.29  |
| 11   | Noah Bratschi       | USA Estados Unidos                  | 6.58    | 6.56    | 6.56  |
| 12   | Valentín Sternik    | ARG Argentina                       | 6.95    | 6.76    | 6.76  |
| 13   | Andrés Alencaster   | MEX México                          | 7.18    | 7.46    | 7.18  |
| 14   | Pedro Egg           | BRA Brasil                          | 7.42    | Queda   | 7.42  |
| 15   | Joaquín Tapia       | CHI Chile                           | 9.40    | 8.73    | 8.73  |
| 16   | Emilio Flores       | EAI Equipe de Atletas Independentes | 10.83   | 10.75   | 10.75 |

### Fase final
Os competidores disputam duelos eliminatórios até a final. Os perdedores das semifinais disputam a medalha de bronze.
|  | Oitavas de final        | Oitavas de final        | Oitavas de final |  |  | Quartas de final        | Quartas de final        | Quartas de final        |       |                   | Semifinais        | Semifinais        | Semifinais |  |  | Final | Final | Final |
|  |                         |                         |                  |  |  |                         |                         |                         |       |                   |                   |                   |            |  |  |       |       |       |
|  | USA Samuel Watson       | USA Samuel Watson       | 5.55             |  |  |                         |                         |                         |       |                   |                   |                   |            |  |  |       |       |       |
|  | EAI Emilio Flores       | EAI Emilio Flores       | 10.61            |  |  | USA Samuel Watson       | USA Samuel Watson       | 5.05                    |       |                   |                   |                   |            |  |  |       |       |       |
|  | ECU Isaac Estévez       | ECU Isaac Estévez       | 5.85             |  |  | ECU Isaac Estévez       | ECU Isaac Estévez       | 5.68                    |       |                   |                   |                   |            |  |  |       |       |       |
|  | CHI José Ledesma        | CHI José Ledesma        | 6.22             |  |  |                         |                         |                         |       | USA Samuel Watson | USA Samuel Watson | 5.32              |            |  |  |       |       |       |
|  | CAN Ethan Flynn-Pitcher | CAN Ethan Flynn-Pitcher | 5.71             |  |  |                         | CAN Ethan Flynn-Pitcher | CAN Ethan Flynn-Pitcher | Queda |                   |                   |                   |            |  |  |       |       |       |
|  | MEX Andrés Alencaster   | MEX Andrés Alencaster   | 7.35             |  |  | CAN Ethan Flynn-Pitcher | CAN Ethan Flynn-Pitcher | 5.66                    |       |                   |                   |                   |            |  |  |       |       |       |
|  | CAN Michael Finn-Henry  | CAN Michael Finn-Henry  | 7.20             |  |  | ARG Valentín Sternik    | ARG Valentín Sternik    | 9.19                    |       |                   |                   |                   |            |  |  |       |       |       |
|  | ARG Valentín Sternik    | ARG Valentín Sternik    | 6.86             |  |  |                         |                         |                         |       |                   | USA Samuel Watson | USA Samuel Watson | 5.37       |  |  |       |       |       |
|  | ECU Carlos Granja       | ECU Carlos Granja       | 5.74             |  |  |                         | USA Noah Bratschi       | USA Noah Bratschi       | 5.96  |                   |                   |                   |            |  |  |       |       |       |
|  | CHI Joaquín Tapia       | CHI Joaquín Tapia       | 7.85             |  |  | ECU Carlos Granja       | ECU Carlos Granja       | 5.57                    |       |                   |                   |                   |            |  |  |       |       |       |
|  | CAN Dylan Le            | CAN Dylan Le            | 6.10             |  |  | CAN Dylan Le            | CAN Dylan Le            | 5.84                    |       |                   |                   |                   |            |  |  |       |       |       |
|  | ECU Gabriel Cancel      | ECU Gabriel Cancel      | 6.56             |  |  |                         |                         |                         |       | ECU Carlos Granja | ECU Carlos Granja | Queda             |            |  |  |       |       |       |
|  | USA John Brosler        | USA John Brosler        | 7.67             |  |  |                         | USA Noah Bratschi       | USA Noah Bratschi       | 5.37  |                   |                   |                   |            |  |  |       |       |       |
|  | BRA Pedro Egg           | BRA Pedro Egg           | 7.35             |  |  | BRA Pedro Egg           | BRA Pedro Egg           | 7.04                    |       |                   |                   |                   |            |  |  |       |       |       |
|  | VEN Gustavo Pérez       | VEN Gustavo Pérez       | 10.27            |  |  | USA Noah Bratschi       | USA Noah Bratschi       | 5.47                    |       |                   |                   |                   |            |  |  |       |       |       |
|  | USA Noah Bratschi       | USA Noah Bratschi       | 5.48             |  |  |                         |                         |                         |       |                   |                   |                   |            |  |  |       |       |       |

|  | Disputa pelo bronze     |                         |      |
|  |                         |                         |      |
|  | CAN Ethan Flynn-Pitcher | CAN Ethan Flynn-Pitcher | 5.59 |
|  | ECU Carlos Granja       | ECU Carlos Granja       | 5.52 |